# Mazedonisch-Orthodoxe Kirche

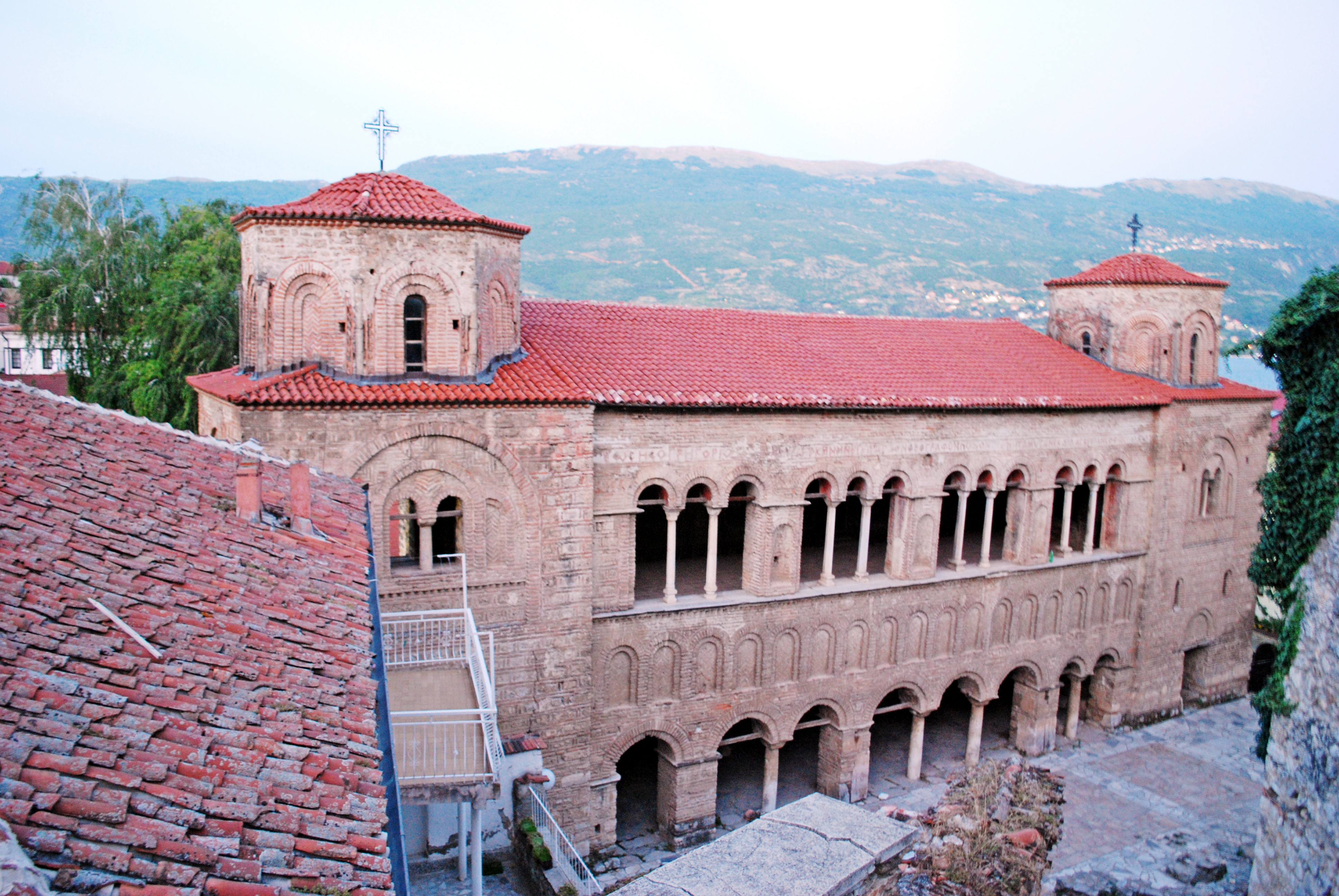
Die Sophienkirche in Ohrid war im 11. Jahrhundert Kathedrale des Erzbistums

Die Mazedonische Orthodoxe Kirche – Erzbistum Ohrid, kurz MOK–EO (mazedonisch Македонска Православна Црква – Охридска Архиепископија; МПЦ–ОА) oder einfach Mazedonisch-Orthodoxe Kirche, ist eine orthodoxe Kirche auf dem Gebiet Nordmazedoniens. Zu ihr bekennen sich etwa zwei Drittel der mazedonischen Bevölkerung. Die Kirche hat acht Eparchien in Nordmazedonien und vier weitere im Ausland zur Betreuung der mazedonischen Diaspora.
Die mazedonische Orthodoxie beruft sich auf die mittelalterliche Tradition des im 18. Jahrhundert untergegangenen Erzbistums Ohrid. Im Jahr 1967, genau 200 Jahre nach der Auflösung des Erzbistums Ohrid, erklärte sich die Kirche gegen den Willen des serbischen Patriarchats für autokephal. Die Serbisch-Orthodoxe Kirche richtete ein autonomes Erzbistum Ohrid ein, das von den übrigen orthodoxen Kirchen als kanonisch anerkannt wurde, jedoch so gut wie keine Anhänger in Nordmazedonien besaß. Ein im Jahre 2018 gestelltes Gesuch um Anerkennung der mazedonischen Orthodoxie an die Bulgarisch-orthodoxe Kirche blieb auf Druck des serbischen, des russischen und des griechischen Patriarchats erfolglos. Erst im Mai 2022 wurde die mazedonische Orthodoxie vom Patriarchat von Konstantinopel als Erzbistum Ohrid in den Grenzen des nordmazedonischen Staates für kanonisch und in der gesamten orthodoxen Welt gültig anerkannt. Die serbisch-orthodoxe Kirche folgte kurz darauf. Mit der Übergabe des Erlasses über die volle Eigenständigkeit durch den serbisch-orthodoxen Patriarchen Porfirije wurde am 5. Juni 2022 die mazedonisch-orthodoxe Kirche in die Autokephalie entlassen.

## Lehre und Gottesdienst

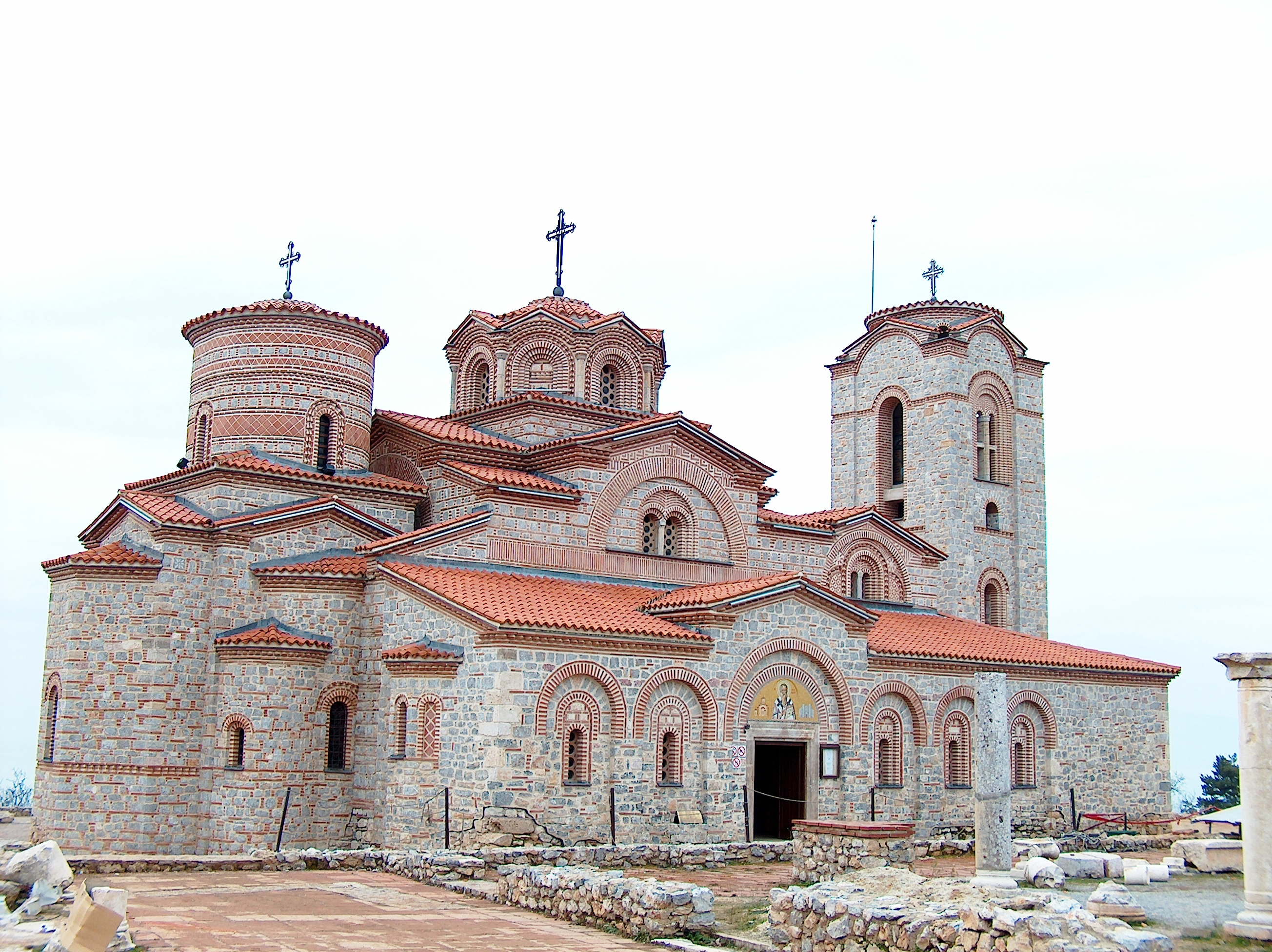
St. Kliment und St. Pantaleimon-Kloster in Ohrid, welches im Jahr 863 von Kliment von Ohrid errichtet wurde

In der Theologie und der gottesdienstlichen Praxis stimmt die mazedonische Kirche vollständig mit den übrigen orthodoxen Kirchen überein. Grundlage ihres Bekenntnisses sind die sieben ökumenischen Konzilien und das Nicänische Glaubensbekenntnis. Die Gottesdienste werden nach Byzantinischem Ritus in kirchenslawischer Sprache oder in der mazedonischen Sprache gefeiert. Die kirchlichen Feste werden nach dem Julianischen Kalender begangen.
Bei der Heiligenverehrung stehen neben der Gottesmutter vor allem die aus Thessaloniki stammenden Slawenapostel Kyrill und Method sowie deren Schüler Kliment und Naum im Mittelpunkt. Letztere stehen auch am Beginn der monastischen Tradition auf dem Gebiet des heutigen Nordmazedoniens. Zudem werden beide oft mit der Schaffung der glagolitischen und kyrillischen Schriften in Verbindung gebracht, insbesondere mit ihrer Popularisierung unter christianisierten Slawen; Kliment von Ohrid war der Gründer der geistlichen Schule von Ohrid und wird als der erste Heilige angesehen, der auf altbulgarisch bzw. altkirchenslawisch gepredigt und gelehrt hat.

## Geschichte

### Vorgeschichte
Die mazedonische Orthodoxie beruft sich auf die mittelalterliche Tradition des autonomen Erzbistums von Ohrid. Auch unter der Herrschaft des zweiten Bulgarischen Reichs über Ohrid (13. Jahrhundert) und unter dem Szepter des serbischen Kaiserreichs (14. Jahrhunderts) bestand das Ohrider Erzbistum neben den jeweiligen Reichskirchen fort. Die Osmanen unterstellten ihm später sogar große Teile der orthodoxen Christen in Serbien, bis sie das Erzbistum von Ohrid im Einvernehmen mit dem Patriarchen von Konstantinopel 1767 auflösten.

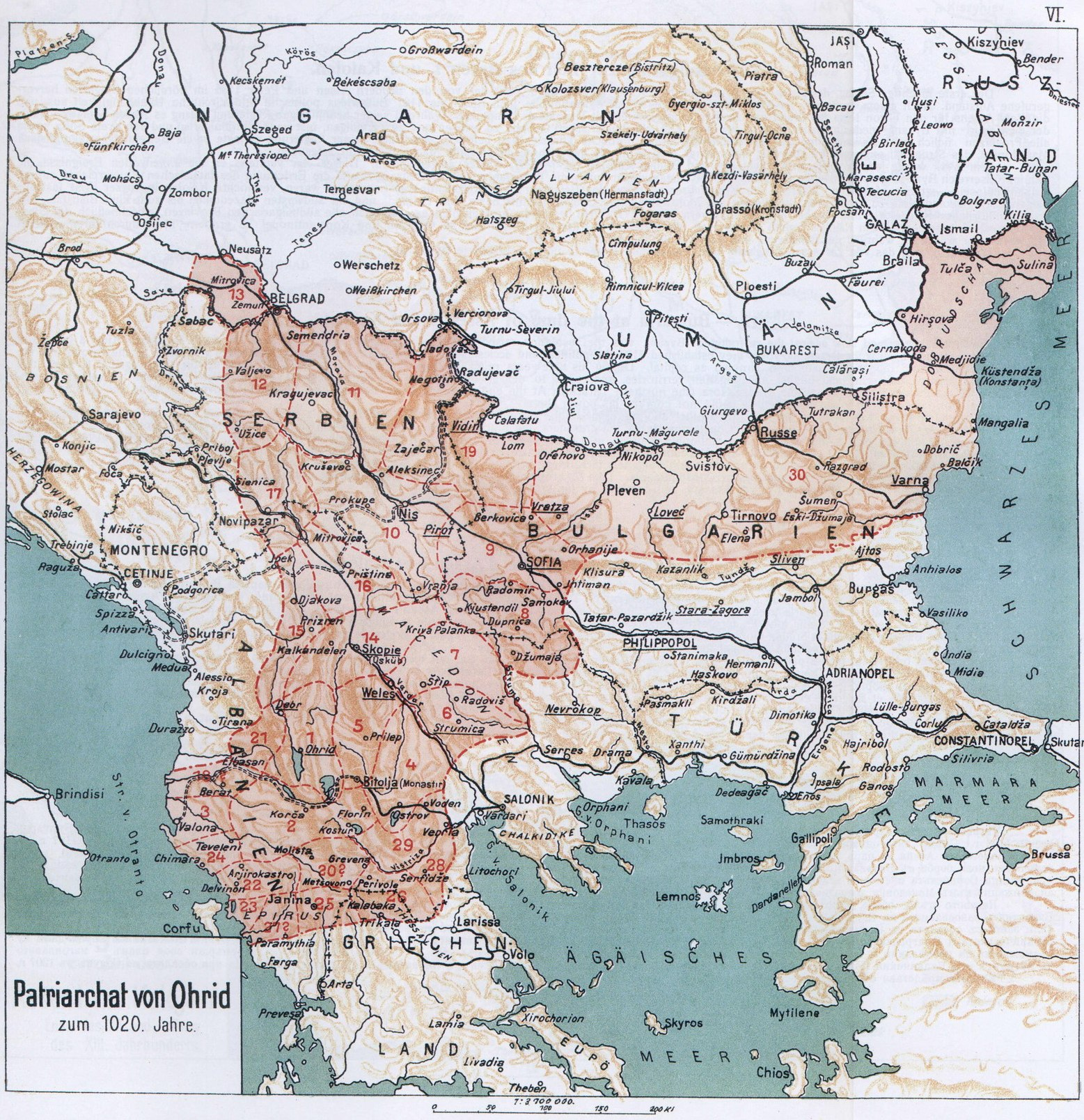
Das Erzbistum Ohrid um das Jahr 1020

Nach der Aufhebung des Ohrider Erzbistums wurden die Metropolien und Eparchien auf dem Gebiet des heutigen Nordmazedoniens zumeist von griechischen Phanarioten verwaltet. Diese nahmen wenig Rücksicht auf die Traditionen der einheimischen Slawen und waren deshalb vom Volk und dem niederen Klerus nur ungern gelitten. Um die Mitte des 19. Jahrhunderts entstand daher eine Bewegung, die auf die Wiedererrichtung der autokephalen Kirche von Ohrid hinarbeitete. Diese Bestrebungen blieben erfolglos; stattdessen wurde Mazedonien erneut der bulgarischen Kirche, bzw. dem 1870 errichteten bulgarischen Exarchat unterstellt. Dabei blieb es bis zum Ende des Ersten Weltkriegs. Gleichwohl gab es in der Endphase der osmanischen Herrschaft weitere Versuche, das Ohrider Erzbistum zu restaurieren.
Während der Balkankriege (1912/1913) und dem Ersten Weltkrieg (1914–1918) wurde Vardar-Mazedonien Teil Serbiens. Währenddessen wurden die Priester des Bulgarischen Exarchats ausgewiesen und durch Serben ersetzt. Im März 1920 erließ der ökumenische Patriarch von Konstantinopel schließlich einen Tomos (Erlass), wonach alle „neu befreiten Gebiete“ im Wert von 2 Millionen Goldfranken an die serbisch-orthodoxe Kirche zugeschlagen wurden. Unterdessen überging das Königreich Serbien in das Königreich der Serben, Kroaten und Slowenen, welches 1929 in Königreich Jugoslawien umbenannt wurde. Zu Bischöfen wurden bis in die vierziger Jahre hinein ausschließlich Serben berufen.
Im Zuge des Zweiten Weltkriegs kam das heutige Nordmazedonien unter der Kontrolle des Königreichs Bulgarien, welches mit den Achsenmächten verbündet war; nun wurden serbische Bischöfe und Priester ausgewiesen.

### Schritte zur kirchlichen Eigenständigkeit
Für die Mazedonier war die Gründung einer eigenen autokephalen Kirche ein wichtiger Schritt beim Emanzipationsprozess zu einer von Serben und Bulgaren unterscheidbaren eigenständigen Nation.
Die mazedonische Nation konsolidierte sich erst im und nach dem Zweiten Weltkrieg. Während der zweiten Sitzung des AVNOJ (Antifaschistischer Rat der Volksbefreiung Jugoslawiens) am 29. November 1943 war Mazedonien zu einer föderativen Einheit des künftigen jugoslawischen Staates erklärt worden. Die überwiegend orthodoxen Mazedonier stiegen somit zum Staatsvolk auf, nur fehlte ihnen im Vergleich zu den Serben oder Bulgaren eine Landeskirche. Die nach dem Zweiten Weltkrieg erneut einsetzenden kirchlichen Autonomiebestrebungen der Mazedonier wurden von der Tito-Regierung tatkräftig unterstützt und dazu benutzt, die Gründung einer jugoslawischen orthodoxen Kirche mit Gliedkirchen in jeder Teilrepublik voranzutreiben. Die neue Kirche sollte nicht nur die serbische Orthodoxie, sondern auch die katholische Kirche schwächen, die beide der kommunistischen Herrschaft kritisch gegenüberstanden.
Offiziell wurde die Forderung nach einer eigenständigen mazedonischen Kirche zum ersten Mal von einem aus Klerikern und Laien gebildeten Nationalkonzil im März 1945 erhoben. Es folgte im Oktober ein abschlägiger Bescheid seitens der serbischen Kirche.
Eine Versammlung von über 200 mazedonischen Priestern reagierte darauf im Mai 1946 mit einer Resolution, die deutlich von den Vorstellungen der kommunistischen Regierung beeinflusst war. Man forderte nicht nur Autonomie für die mazedonische Nationalkirche und Wahl der Bischöfe durch Klerus und Volk, sondern auch die Bildung eines gesamtjugoslawischen Synods, in dem die Kirchen aus jeder Republik vertreten sein sollten. Das hätte für die serbische Kirche auch den Verlust ihrer Metropolien und Eparchien in Kroatien, Bosnien und Montenegro zur Folge gehabt.
Während des zweiten mazedonischen Nationalkonzils im Oktober 1958 wurde Bischof Dositej zum Erzbischof von Ohrid gewählt. Dies bedeutete auch die Wiedererrichtung dieser im 18. Jahrhundert untergangenen Metropolie. Gleichzeitig mit Dositej wurden zwei weitere Bischöfe mazedonischer Nationalität gewählt und so ein Synod der nunmehr autonomen mazedonischen Kirche gebildet. Patriarch German und der Hl. Synod der serbischen Kirche bezeichneten die Wahlen als unkanonisch. 1959 aber kam German nach Mazedonien, wo er zusammen mit Erzbischof Dositej einen weiteren Bischof weihte. Damit akzeptierte er – wohl auf Druck der kommunistischen Regierung – die bisherige Entwicklung, ohne dies jedoch offiziell im Amtsblatt der Kirche zu verkünden. Zu diesem Zeitpunkt erkannten die Mazedonier German noch als Oberhaupt beider Kirchen an und bezeichneten ihn im Schriftverkehr als Patriarchen von Serbien und Mazedonien.

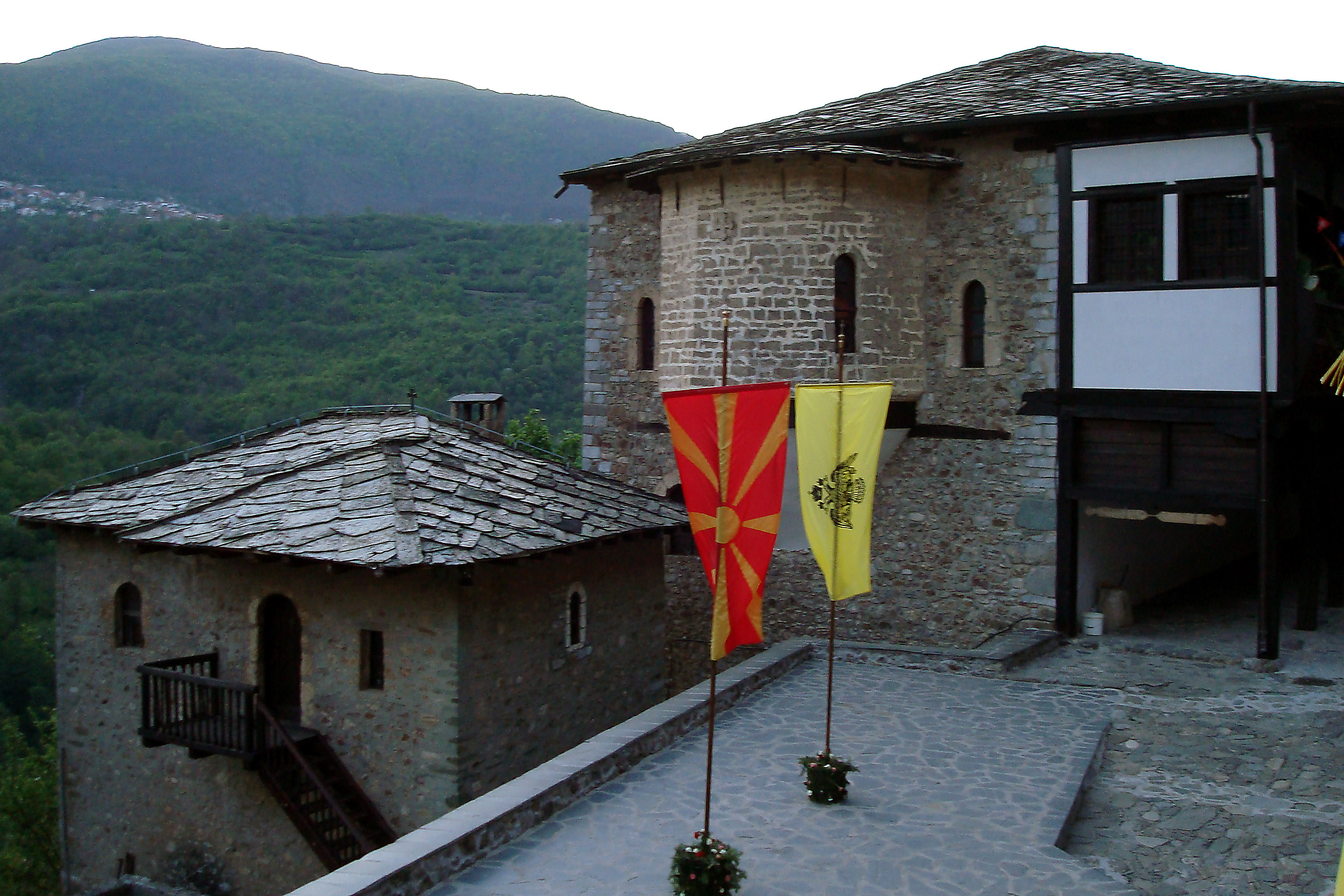
Nordmazedonische Flagge und orthodoxe Kirchenfahne im Kloster Sveti Jovan Bigorski

### Einseitige Erklärung der Autokephalie
Im Herbst 1966 baten die mazedonischen Bischöfe das serbische Patriarchat um die Autokephalie, was von diesem abgelehnt wurde. Trotzdem beschlossen die Mazedonier auf einer Versammlung von Bischöfen, Priestern und Laien in Ohrid am 19. Juli 1967 ihre Loslösung vom Belgrader Patriarchat und der neu gebildete Heilige Synod der Kirche von Mazedonien verkündete die Autokephalie.
Auch der Patriarch von Konstantinopel und die anderen orthodoxen Kirchen betrachten die mazedonische Kirche als kirchenrechtswidrig, da dem orthodoxen Kirchenrecht entsprechend sich eine Landeskirche nicht einseitig von ihrer „Mutterkirche“ lösen könne, wiewohl dies etwa bei der Gründung der serbischen und bulgarischen Kirche im Mittelalter auch der Fall gewesen ist und noch im 20. Jahrhundert bei der Etablierung der albanischen Kirche vorkam, was dann jeweils nachträglich vom ökumenischen Patriarchen sanktioniert worden ist. Lehre und gottesdienstliche Praxis der Mazedonier stimmen mit denen der übrigen orthodoxen Kirchen überein. Von vielen wird daher der Grund für den Ausschluss aus der orthodoxen Ökumene als rein politisch gesehen.

### Jüngere Entwicklung

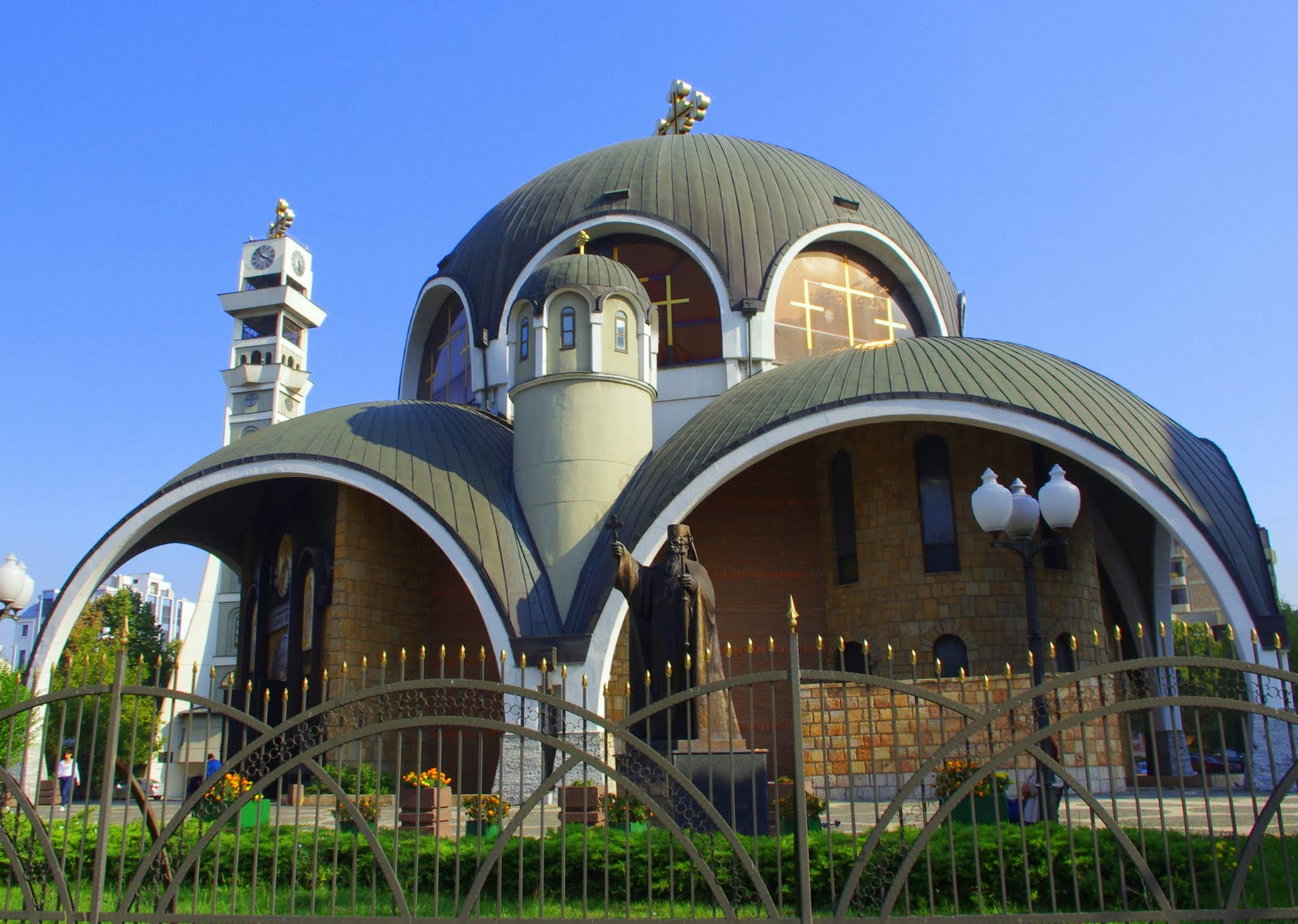
Kirche Hl. Kliment in Skopje, geweiht 1972

Der Streit zwischen der serbischen und der mazedonischen Orthodoxie konnte bis 2022 nicht beigelegt werden, sondern ist mit den Jahren sogar noch eskaliert, als der mazedonische Bischof Jovan von Veles und Povardarie 2002 seine Eparchie der serbisch-orthodoxen Kirche unterstellte und vom Belgrader Patriarchat zum Exarchen des Erzbistums Ohrid ernannt wurde. Dafür wurde Metropolit Jovan 2003 von der mazedonischen Kirche exkommuniziert. Jovan folgten 2004 weitere vier Klöster mit 30 Mönchen.
Von serbischer Seite war das Angebot gemacht worden, der mazedonischen Kirche eine Autonomie innerhalb des Belgrader Patriarchats zuzugestehen. Dieser Vorschlag hatte die mazedonischen Bischöfe in zwei Lager gespalten: Petar von Australien und Neuseeland, Timotej von Kičevo, Naum von Strumica und Jovan von Povardarie waren dafür; Kiril von Polog und Kumanovo, Agatangel von Bregalnica sowie Gorazd, Metropolit für Westeuropa, waren dagegen. Das mazedonische Kirchenoberhaupt, Erzbischof Stefan von Ohrid, verhielt sich neutral. Die mazedonischen Gläubigen befürworteten mehrheitlich die Autokephalie.
Im Mai 2003 suspendierte die serbische Bischofskonferenz den Metropoliten Kiril von Kumanovo-Polog und stellte anderen Bischöfen ein Ultimatum, sich bis zum 1. September dem Belgrader Patriarchat wieder anzuschließen. Der serbische Patriarch Pavle bezeichnete die Autokephalie der mazedonisch-orthodoxen Kirche als „Schöpfung des Kommunismus“. Eine eilig einberufene Synode der mazedonischen Kirche verurteilte die serbische Drohung, nach Jovan zwei weitere Bischöfe zu weihen und somit eine parallele Synode der Ohrider Erzdiözese unter dem Belgrader Patriarchat zu gründen. Die mazedonische Synode mutmaßte eine serbisch-griechische Intrige, bei der es darum ginge, die Existenz der mazedonischen Nation und seines Staates zu negieren. Zunächst hatte sich die mazedonische Regierung in die kirchlichen Auseinandersetzungen nicht eingemischt, mit der Verhaftung von Bischof Jovan in Bitola am 11. Januar 2004 (wegen Verdacht auf Verletzung des Eigentumrechtes von Kirchen und Klöstern) gewann der kanonische Konflikt beinahe eine staatspolitische Dimension.
Im Dezember 2009 besuchte Erzpriester Nikolaj Balaschow, als Abgesandter des russischen Patriarchen Kyrill I., den mazedonischen Präsidenten Gjorge Ivanov. Während dieses Besuchs wurde auch der ungeklärte Status der mazedonischen Kirche in der orthodoxen Ökumene angesprochen. Man war sich einig, dass der Dialog mit der serbischen Kirche wiederaufgenommen werden solle und Balaschow bot dafür auch russische Vermittlung an.
Neben den serbisch-mazedonischen Streitigkeiten stand auch noch lange die Frage im Raum, ob die autokephale Kirche Mazedoniens bereit gewesen wäre, sich als „autokephales Erzbistum Ohrid“ zu bezeichnen, um so der griechischen Kirche gegenüber das Reizwort mazedonisch zu vermeiden.
Acht orthodoxe Landeskirchen erkennen inzwischen die Autokephalie der nordmazedonischen Orthodoxie an (Stand Februar 2023).

## Organisation

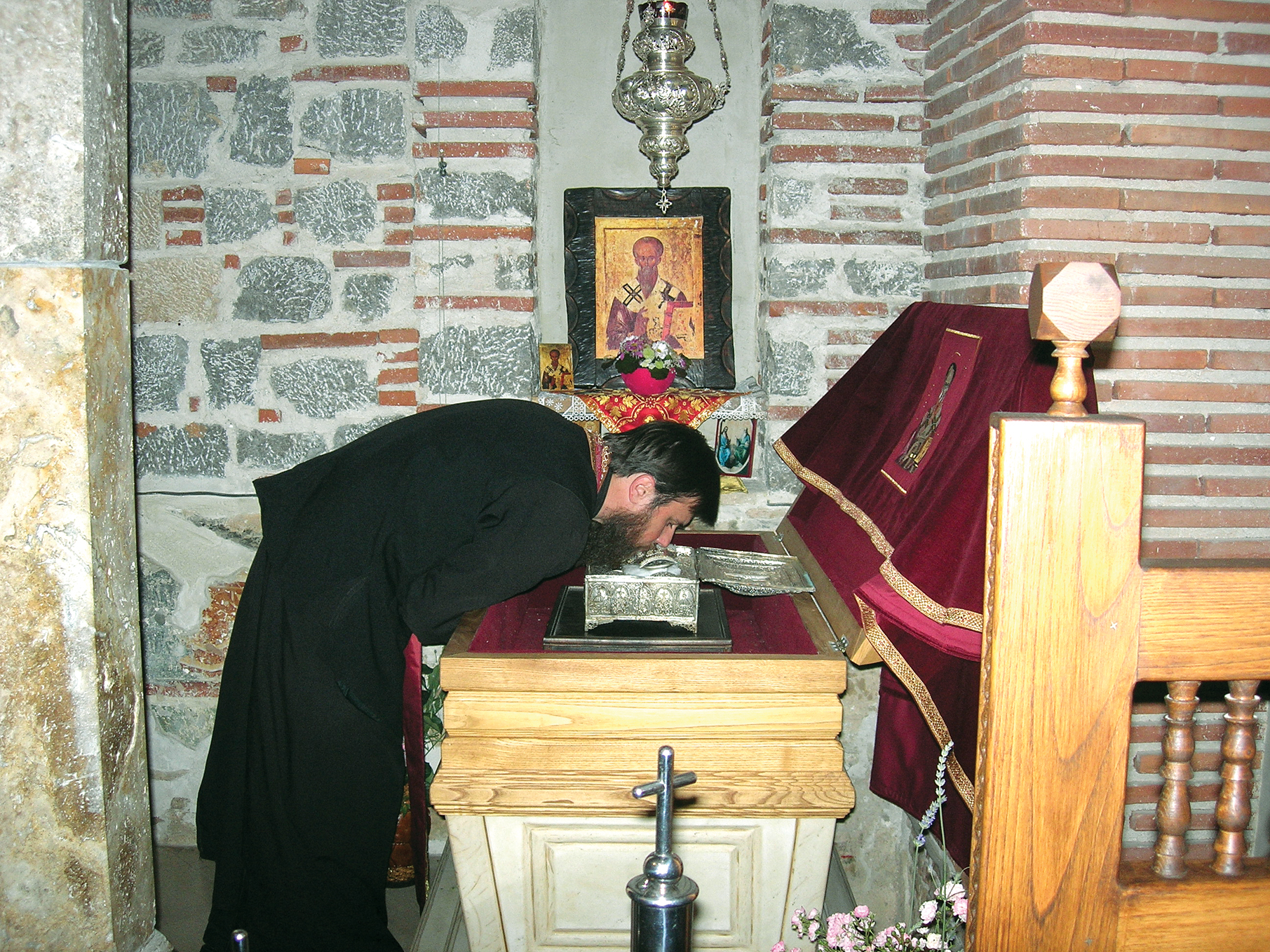
Ein Geistlicher bei der Verehrung einer Reliquie des hl. Kliment

Wie alle übrigen orthodoxen Kirchen ist auch die mazedonische episkopal organisiert. An der Spitze der Hierarchie steht der Erzbischof von Ohrid und ganz Mazedonien. Derzeit (2009) versieht Stefan (bürgerl. Stojan Veljanovski) dieses Amt. Er ist der fünfte Erzbischof seit der Wiedererrichtung der Erzdiözese Ohrid im Jahr 1958. Seine Residenz befindet sich in Skopje.
Die mazedonische Kirche hat acht Eparchien im Lande selbst:
- Eparchie Skopje,
- Eparchie Prespa-Pelagon,
- Eparchie Debar-Kičevo,
- Eparchie Strumica,
- Eparchie Povardarie (Vardartal),
- Eparchie Bregalnica,
- Eparchie Tetovo-Gostivar und
- Eparchie Kumanovo-Osogowo.

Hinzu kommen folgende Eparchien im Ausland:
- amerikanisch-kanadische Eparchie,
- europäische Eparchie (mit Sitz im schwedischen Malmö) und
- Eparchie Australien und Neuseeland.[9]

Gemeinsam bilden die Bischöfe den heiligen Synod, das oberste Leitungsgremium der Kirche. Traditionell haben die Laien ein weitgehendes Mitspracherecht bei der Verwaltung kirchlicher Angelegenheiten. Dies geht auf die Entstehung der Kirche zurück, die ohne das Engagement der Laien ihre Eigenständigkeit wohl nicht hätte erreichen können. Vertreter des Laienstandes nehmen auch an der Wahl des Erzbischofs teil.
In Nordmazedonien gehören etwa ein Drittel der Bevölkerung, etwa 650.000 Menschen zur orthodoxen Kirche. Fast alle Kirchenmitglieder sind mazedonischsprachig. Kleine sprachliche Minderheiten unter den Gläubigen sind Aromunen und Roma. Über die Zahl der mazedonisch-orthodoxen Christen im Ausland gibt es keine verlässlichen Angaben. Die Kirche hat etwa 500 Priester und über 100 Mönche, die in 2000 Kirchen und Klöstern ihren Dienst versehen.
In Dračevo bei Skopje ist das 1967 gegründete Priesterseminar St. Kliment angesiedelt. Seit 1977 gibt es in der Hauptstadt eine orthodoxe theologische Fakultät, die mit der dortigen Universität kooperiert. Außerdem unterhält die mazedonische Kirche ein Gymnasium.